# Drillia acapulcana
Drillia acapulcana é uma espécie de gastrópode do gênero Drillia, pertencente a família Drilliidae.